# Lista stadionów piłkarskich w Irlandii Północnej
Lista stadionów piłkarskich w Irlandii Północnej składa się z obiektów drużyn znajdujących się w IFA Premiership (I poziomie ligowym Irlandii Północnej) oraz IFA Championship (II poziomie ligowym Irlandii Północnej). Na najwyższym poziomie rozgrywkowym znajduje się 12 drużyn, a na drugim poziomie 14 drużyn, których stadiony zostały przedstawione w poniższej tabeli według kryterium pojemności, od największej do najmniejszej. Tabela uwzględnia również miejsce położenia stadionu (miasto oraz region), klub do którego obiekt należy oraz rok jego otwarcia lub renowacji.
Do listy dodano również stadiony o pojemności powyżej 5 tys. widzów, które są areną domową drużyn z niższych lig lub obecnie w ogóle nie rozgrywano mecze piłkarskie.
Legenda:

    – stadiony IV kategorii UEFA

    – stadiony w budowie lub przebudowie

    – stadiony zamknięte lub zburzone

| Lp | Nazwa stadionu        | Miejscowość    | Region               | Drużyny                                         | Otwarty / renowacja | Pojemność | Zdjęcie |
| -- | --------------------- | -------------- | -------------------- | ----------------------------------------------- | ------------------- | --------- | ------- |
| 1  | Windsor Park          | Belfast        | Antrim / Down        | Reprezentacja Irlandii Północnej, Linfield F.C. | 1905                | 24 734    |         |
| 2  | The Oval              | Belfast        | Antrim / Down        | Glentoran F.C.                                  | 1892                | 15 000    |         |
| 3  | Ballymena Showgrounds | Ballymena      | Hrabstwo Antrim      | Ballymena United F.C.                           | 1903                | 8 000     |         |
| 4  | New Grosvenor Stadium | Ballyskeagh    | Hrabstwo Down        | Lisburn Distillery F.C.                         | 1980                | 8 000     |         |
| 5  | Shamrock Park         | Portadown      | Hrabstwo Armagh      | Portadown F.C.                                  | 19??/ 2008          | 8 000     |         |
| 6  | Brandywell Stadium    | Derry          | Hrabstwo Londonderry | Derry City F.C.                                 | 1928                | 7 700     |         |
| 7  | Seaview               | Belfast        | Antrim / Down        | Crusaders F.C.                                  | 1921                | 6 500     |         |
| 8  | The Showgrounds       | Coleraine      | Hrabstwo Londonderry | Coleraine F.C.                                  | 1927                | 6 500     |         |
| 9  | The Showgrounds       | Newry          | Armagh / Down        | Newry City F.C.                                 | 1923/ 2010          | 6 500     |         |
| 10 | Inver Park            | Larne          | Hrabstwo Antrim      | Larne F.C.                                      | 1918                | 6 000     |         |
| 11 | Solitude              | Belfast        | Antrim / Down        | Cliftonville F.C.                               | 1890                | 6 000     |         |
| 12 | Taylors Avenue        | Carrickfergus  | Hrabstwo Antrim      | Carrick Rangers F.C.                            |                     | 6 000     |         |
| 13 | Dixon Park            | Ballyclare     | Hrabstwo Antrim      | Ballyclare Comrades F.C.                        | 19??/ 2010          | 5 333     |         |
| 14 | Mourneview Park       | Lurgan         | Hrabstwo Armagh      | Glenavon F.C.                                   | 1895                | 5 000     |         |
| 15 | Donegal Celtic Park   | Belfast        | Antrim / Down        | Donegal Celtic F.C.                             | 1970                | 4 200     |         |
| 16 | Riverside Stadium     | Drumahoe       | Hrabstwo Londonderry | Institute F.C.                                  |                     | 3 110     |         |
| 17 | Lakeview Park         | Loughgall      | Hrabstwo Armagh      | Loughgall F.C.                                  |                     | 3 000     |         |
| 18 | Stangmore Park        | Dungannon      | Hrabstwo Tyrone      | Dungannon Swifts F.C.                           | 1975                | 3 000     |         |
| 19 | Tillysburn Park       | Belfast        | Antrim / Down        | Harland & Wolff Welders F.C.                    |                     | 3 000     |         |
| 20 | Bangor Fuels Arena    | Bangor         | Hrabstwo Down        | Bangor F.C., Ards F.C.                          |                     | 2 850     |         |
| 21 | Wilgar Park           | Belfast        | Antrim / Down        | Dundela F.C.                                    |                     | 2 500     |         |
| 22 | Ferney Park           | Ballinamallard | Hrabstwo Fermanagh   | Ballinamallard United F.C.                      | 1975/ 2006          | 2 000     |         |
| 23 | Hagan Park            | Coagh          | Hrabstwo Tyrone      | Coagh United F.C.                               |                     | 2 000     |         |
| 24 | Milltown              | Warrenpoint    | Hrabstwo Down        | Warrenpoint Town F.C.                           |                     | 2 000     |         |
| 25 | Darragh Park          | Castlederg     | Hrabstwo Tyrone      | Dergview F.C.                                   |                     | 1 200     |         |
| 26 | Breda Park            | Belfast        | Antrim / Down        | Knockbreda F.C.                                 |                     | 1 000     |         |
| 27 | The Showgrounds       | Limavady       | Hrabstwo Londonderry | Limavady United F.C.                            | 198?                | 524       |         |